# Chapelle des Templiers de Metz
Pour les articles homonymes, voir Chapelle des Templiers.
La chapelle des Templiers, unique vestige d’une commanderie templière fondée au XIIe siècle, est située dans le quartier de l’Arsenal de Metz.

## Contexte historique
Les Templiers s’installent dans cette ville libre du Saint-Empire romain germanique dans les dernières décennies du XIIe siècle. Outre les Templiers, œuvraient à Metz les Hospitaliers du Petit-Saint-Jean et les Teutoniques de Sainte-Élisabeth, installés près de la porte des Allemands. La première donation à l'ordre du Temple date de 1147, et est liée à la prédication de Bernard de Clairvaux pour la deuxième croisade dans la ville de Metz. C'est à la fin du XIIIe siècle que les Templiers déplacent leur siège dans le sud-ouest de la ville, à proximité de l'église Saint-Pierre-aux-Nonnains.
Dans le royaume de France, l’ordre du Temple est dissous en 1312 et les biens sont attribués aux Hospitaliers de l’ordre de Saint-Jean de Jérusalem. Dans la bulle Faciens misericordiam, le pape Clément V chargeait en effet les évêques locaux de procéder au jugement des Templiers, et à la confiscation des biens de l'Ordre, qui devaient être redistribués aux Hospitaliers (bulle Ad providam de 1312).
Dans le Saint-Empire romain germanique, peu d'arrestations de  frères servants du Temple eurent lieu. Aucun d'entre eux ne fut exécuté. Le synode de la province ecclésiastique de Trèves, dont dépendaient les diocèses de Metz, Toul, Verdun, fut réuni, et prononça simplement une sentence d'absolution. Ainsi, les Templiers purent se maintenir dans le Pays messin et le duché de Lorraine.
En définitive, aucun des biens du Temple, après sa disparition, ne passa aux mains des Teutoniques. Restés sous la protection des seigneurs locaux, certains commandeurs templiers, devenus hospitaliers, purent même conserver leurs titres et prérogatives,.

## Construction et aménagements
La chapelle des Templiers de Metz est construite entre 1180 et 1220. C’est aujourd’hui l’unique vestige de la commanderie des Templiers. C’est le seul spécimen d’église en rotonde existant en Lorraine. Réminiscence de l’école rhénane d’Aix-la-Chapelle, ou hommage au Saint-sépulcre de Jérusalem, ce plan central est typiquement templier. L’architecture de cet édifice est à la frontière entre l’art roman, dont elle conserve les murs épais et les étroites baies en plein cintre, et l’art gothique, dont elle adopte le voûtement sur croisée d'ogives.

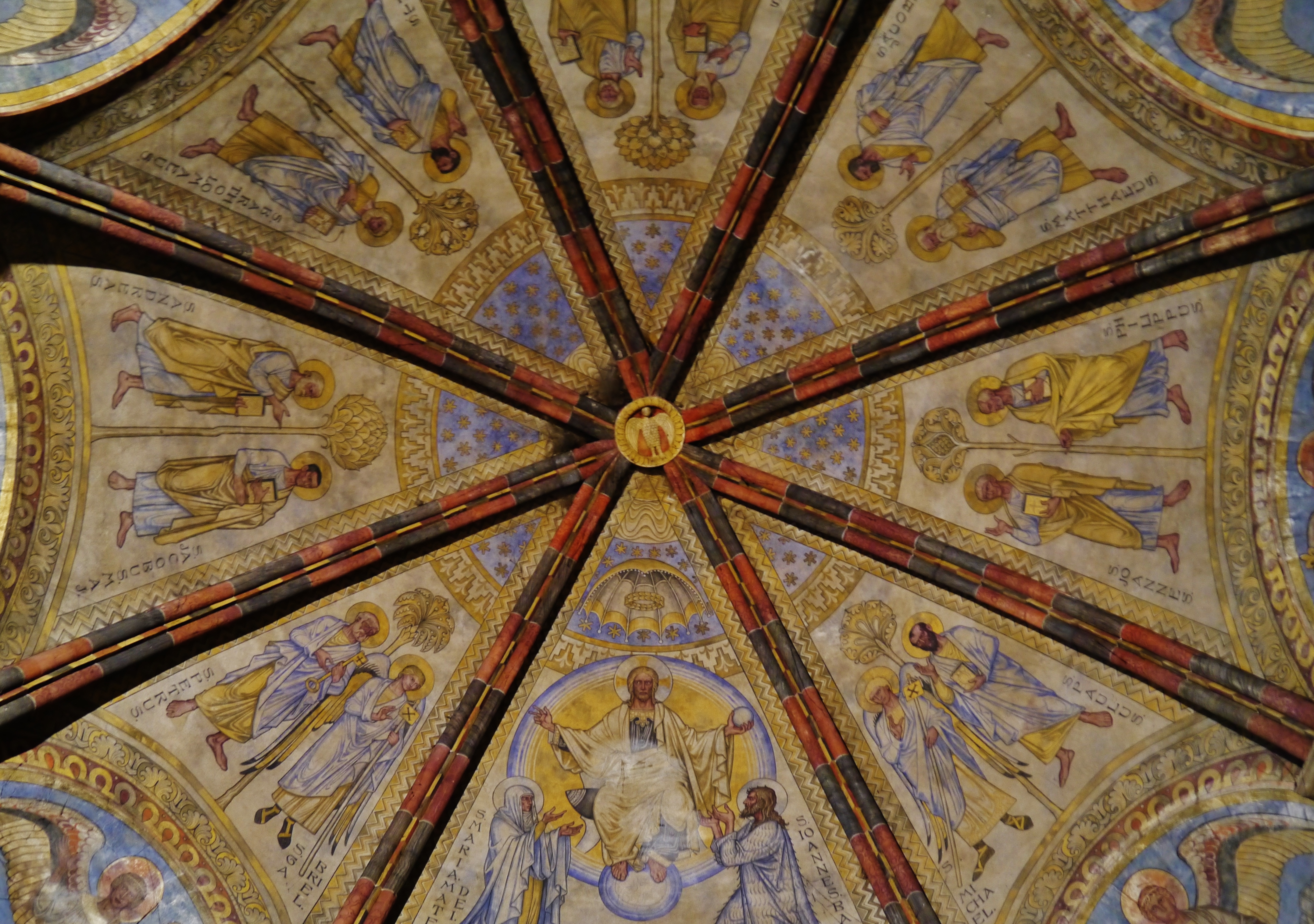
Peintures du XIXe siècle de la coupole

La clef de voûte sculptée présente la colombe du Saint-Esprit. Les ogives élancées reposent sur des colonnettes engagées à chapiteaux sculptés. Certains de ces chapiteaux sont ornés par des rinceaux à fleur de lys. La chapelle a un plan centré octogonal et mesure 8,30 m de diamètre. Elle présente un chœur carré, terminé par une petite abside voûtée en cul-de-four. Le chœur, voûté d’ogives, est moins élevé que la nef octogonale. Les murs épais des sept pans de l’octogone sont évidés par des niches absidioles peu profondes, non apparentes à l’extérieur. Ces particularités rappellent la rotonde de Saint-Géréon, le transept des Saint-Apôtres de Cologne, le déambulatoire et les bas-côtés de Heisterbach ou encore la chapelle de la Commanderie de Laon. Des baies en plein cintre sont ouvertes à mi-hauteur, dans chaque pan des murs.
À l’intérieur, l’ensemble des murs est recouvert par des peintures murales, partiellement restaurées entre 1910 et 1913 par le peintre Schwarting de Hanovre, selon le projet de Hermann Schaper. Les anciennes fresques, fortement dégradées, demeurent cependant visibles. Ces fresques datent de la première moitié du XIVe siècle.
À l’extérieur, deux enfeus à arcatures tréflées, plus tardifs, occupent un pan de l’octogone. À l’opposé du chœur, le pan extérieur porte la trace d’un ancien voûtement en plein cintre. Cette arcature indique l’emplacement d’un corps de bâtiment aujourd’hui disparu, abritant à l’origine une salle capitulaire à décor peint historié. Sous cette arcature s’ouvre une porte, dont le linteau sculpté porte la croix pattée caractéristique des Templiers.

## Affectations successives
Lors de la construction de la citadelle de Metz en 1556, la commanderie hospitalière est détruite, excepté la « salle capitulaire » ou « réfectoire ». La chapelle échappe ainsi à la destruction. Elle sert de magasin de poudre et de plomb pour les troupes royales françaises, nouvellement installées dans la cité messine. La chapelle est classée monuments historiques dès la première liste de 1840. À la suite de la construction de l'arsenal militaire en 1861, elle échappe de nouveau à la démolition grâce à l’intervention de Prosper Mérimée, alors inspecteur général des monuments historiques. La chapelle est alors restaurée en 1864. 
En 1882, des travaux de réhabilitation sont entrepris par l’armée allemande pour installer une station de télégraphie militaire en son sein. Près de la chapelle, se trouvait encore un bâtiment à un seul niveau, vraisemblablement de la première moitié du XIIIe siècle, dénommé « salle capitulaire » ou « réfectoire des Templiers ». Il était composé de deux nefs à plafond de bois supporté par des colonnes de pierre. Il y avait des peintures, qui ont été décrites par Viollet-le-Duc dans son Dictionnaire d'architecture. Il a été démoli en 1904. Des fragments subsistent dans le musée de Metz. 
En 1905, l’armée allemande vend le bâtiment à la ville de Metz. La chapelle est de nouveau restaurée en 1908. Durant la Première Guerre mondiale, les autorités allemandes y transportent le retable de la collégiale Saint-Maur d'Hattonchâtel, alors que le village meusien est dévasté par les combats. 
Après la guerre, la chapelle est de nouveau restaurée en 1927. Lors de la Seconde Guerre mondiale, l'édifice, pourtant proche de la Kommandantur de Metz, est bien préservé, malgré les combats de 1944. En 1957, la ville de Metz loue la chapelle au ministère de la Défense pour les besoins de l’aumônerie militaire. Le 9 juin 1990, elle retrouve l’aspect de la chapelle originelle de l’ancienne commanderie. Elle sert aujourd’hui de salle d’expositions.